# Abbondio Sangiorgio
Abbondio Sangiorgio (16. července 1798 Milán – 2. listopadu 1879) byl italský sochař.
Sangiorgio studoval na milánské Accademia di Brera. Poté pracoval pro Fabbrica del Duomo di Milano; později dostal mnoho zakázek na velké sochy pro města Turín (Kastor a Pollux pro Palazzo Reale), Milán, Brescia a Casale Monferrato (jezdecký portrét Charlese Alberta z Piedmontu a Sardinie). Vytvořil také mnoho portrétních soch, ve kterých nastínil přechod neoklasicismu v realismus.